# Pematang Cengal
Pematang Cengal is een bestuurslaag in het regentschap Langkat van de provincie Noord-Sumatra, Indonesië. Pematang Cengal telt 7480 inwoners (volkstelling 2010).